# Lausanne Hockey Club
Le Lausanne Hockey Club (abrégé LHC ou Lausanne HC) est un club de hockey sur glace professionnel de la ville de Lausanne en Suisse, créé en 1922. Il évolue en National League (anciennement Ligue nationale A), le plus haut niveau du hockey suisse.

## Histoire

### Origines, naissance et débuts du Lausanne Hockey Club (1902-1938)

#### Origines et arrivée du hockey sur glace à Lausanne
Dérivant du bandy pratiqué en Angleterre au XVIIIe siècle, mais prenant véritablement forme au Canada au XIXe siècle, le hockey sur glace arrive en Europe continentale par l’intermédiaire de touristes et étudiants du monde anglo-saxon. Entre le XIXe et le XXe siècle, la pensée hygiéniste valorise le grand air des Alpes, réputé pur et salubre. La Suisse constitue dès lors une destination de choix. Par là même, les stations de sports d'hiver du pays (Saint-Moritz, Davos, Les Avants, Caux, Villars-sur-Ollon) accueillent les premiers matchs de hockey sur glace en terres helvétiques. La pratique du hockey, et des sports d’hiver en général, donne l’occasion aux touristes aisés d’allier santé, amusement et volonté de distinction sociale en s’adonnant à des activités inconnues. Dans les collèges privés internationaux, le sport et le hockey sur glace participent à l’apprentissage de la discipline et du respect des règles. Par conséquent, pour ces deux raisons, autant les hôtels que les instituts d'éducation font de leurs infrastructures sportives, parmi lesquelles se trouvent les patinoires, des arguments publicitaires pour attirer davantage de clients. Observé par des autochtones, le hockey sur glace se diffuse au sein de la population suisse par initiation ou imitation. Les premiers clubs suisses sont fondés soit dans des stations hivernales, soit dans des villes dans lesquelles sont établies des écoles internationales ; ces dernières introduisent de nombreux sports en Suisse, parmi lesquels, en plus du football ou du tennis, le hockey sur glace,,.
À Lausanne, les sports d’hiver deviennent plus accessibles à la population en 1902 avec la construction du tramway reliant le chef-lieu vaudois à Moudon. En effet, ce chemin de fer passe par Le Chalet-à-Gobet, localité dans la banlieue de la commune lausannoise, culminant à 872 mètres d’altitude,. Sous l’impulsion de promoteurs du sport venus de l’étranger et grâce également au climat plus froid de cette époque, le hameau devient alors chaque hiver une petite station sportive aux portes de la ville, offrant la possibilité d’y faire du ski, de la luge, mais aussi du patinage sur la patinoire naturelle de Sainte-Catherine,.

#### Fondation du club des patineurs de Lausanne en 1908 et du Lausanne Hockey Club en 1922
C’est dans cette émulation, en 1908, qu’est fondé le club des patineurs de Lausanne (CP Lausanne). L’association possède une section de patinage artistique, mais aussi de hockey sur glace,. Le CP Lausanne participe au premier championnat national après la fondation de la fédération suisse de hockey sur glace en 1908 et finit troisième de la compétition après avoir affronté les clubs de Vevey, Les Avants, Caux, Leysin, Servette, de Villars et de La Villa. Il gagne le titre national en 1911. Membre du championnat de Suisse de hockey sur glace jusqu'au début des années 1920, la section de hockey du CP Lausanne va être remplacée par une autres société, uniquement consacrée au hockey sur glace, le Lausanne Hockey Club.

En effet, en février 1922, Alfred Mégroz, futur multiple champion de Suisse de patinage artistique enseignant à Saint-Moritz, invite les joueurs du CP Lausanne à disputer un tournoi entre Noël et Nouvel-An. « Pour de jeunes étudiants, la perspective de passer quelques jours dans la station grisonne était alléchante », se souvient Max Stoos, membre de cet effectif et premier président du Lausanne Hockey Club. Le tournoi réunit quatre équipes : le HC Saint-Moritz, le HC Davos, l'AEHC Zürich et le CP Lausanne. 
« Le jour de l'An, nous fûmes invités à disputer deux rencontres à Davos ; et c'est en rentrant que l'idée naquit. Le Club des patineurs de Lausanne avait vécu et nous décidâmes de fonder le Lausanne Hockey Club. Notre premier souci fut de récolter quelque cent vingt francs afin de nous procurer des bandes de bois de vingt-cinq centimètres de hauteurs. Ce rink, nous l'installâmes à Sainte-Catherine, sur les hauts de Lausanne. »
Durant seize ans, l'histoire du club se joue au-dessus du Chalet-à-Gobet. Les débuts en compétition sont difficiles. Les deux premières saisons, le LHC encaisse de lourdes défaites contre le futur champion national, à savoir l'institut Le Rosey de Gstaad, mais aussi le Hockey Club Château-d'Œx, champion international (joueurs étrangers admis) de Suisse de 1924. Le club demeure alors une équipe de deuxième division (série B),,.

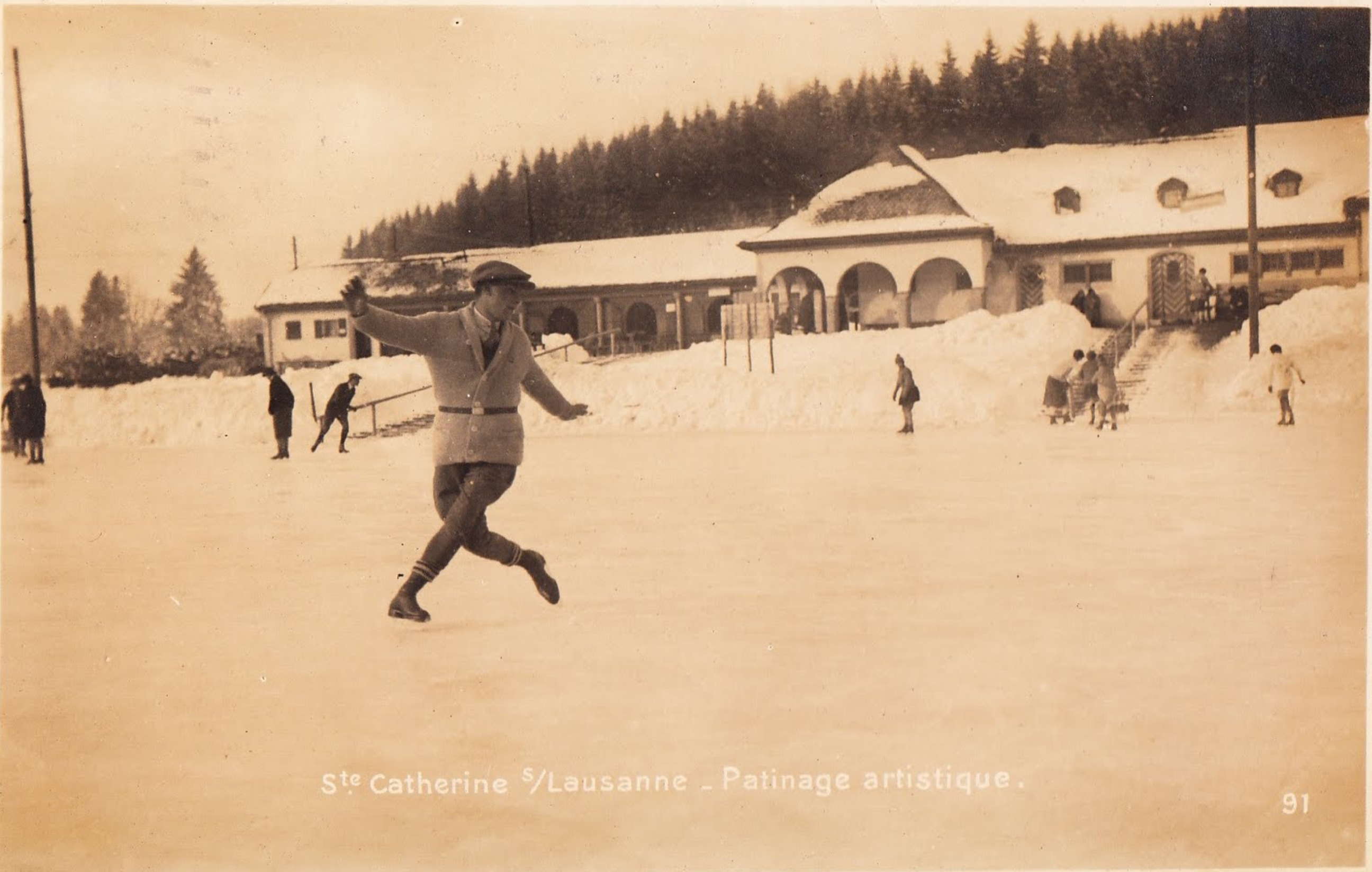
Carte postale illustrant le patinage sur glace à la patinoire naturelle de Sainte-Catherine, première enceinte du Lausanne Hockey Club
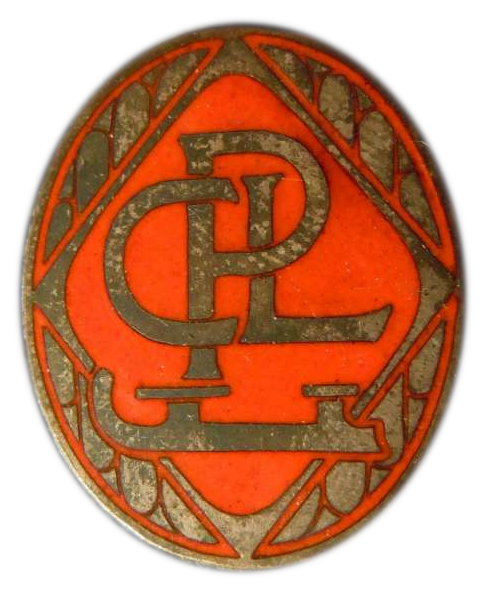
Logo du club des patineurs de Lausanne
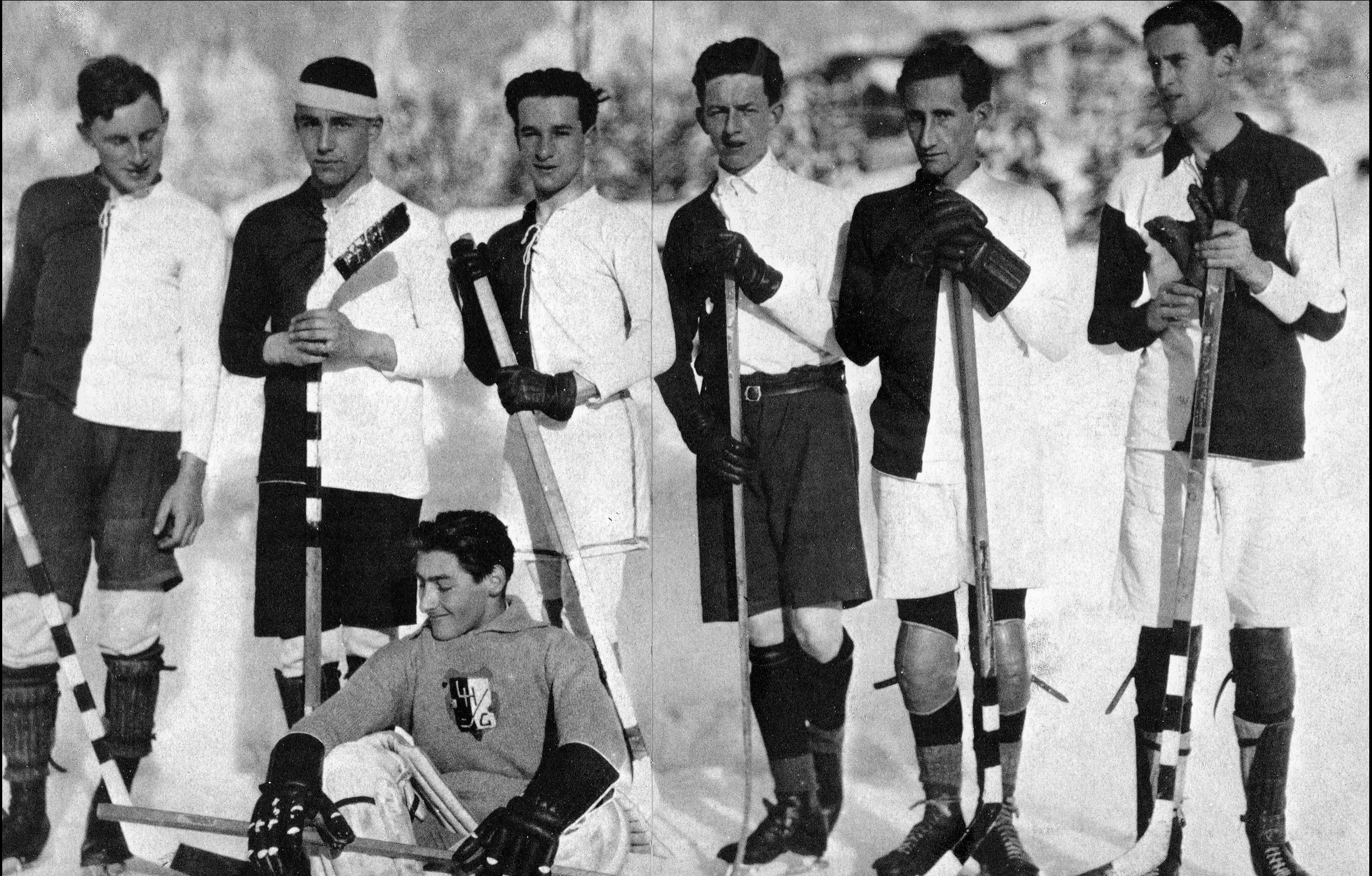
Le Lausanne Hockey Club, deux ans après sa fondation

### Les premières années à Montchoisi: nouveau stade et fusion avec un autre club lausannois (1938-1949)

#### Déménagement à la patinoire de Montchoisi, surnomée le «Temple»

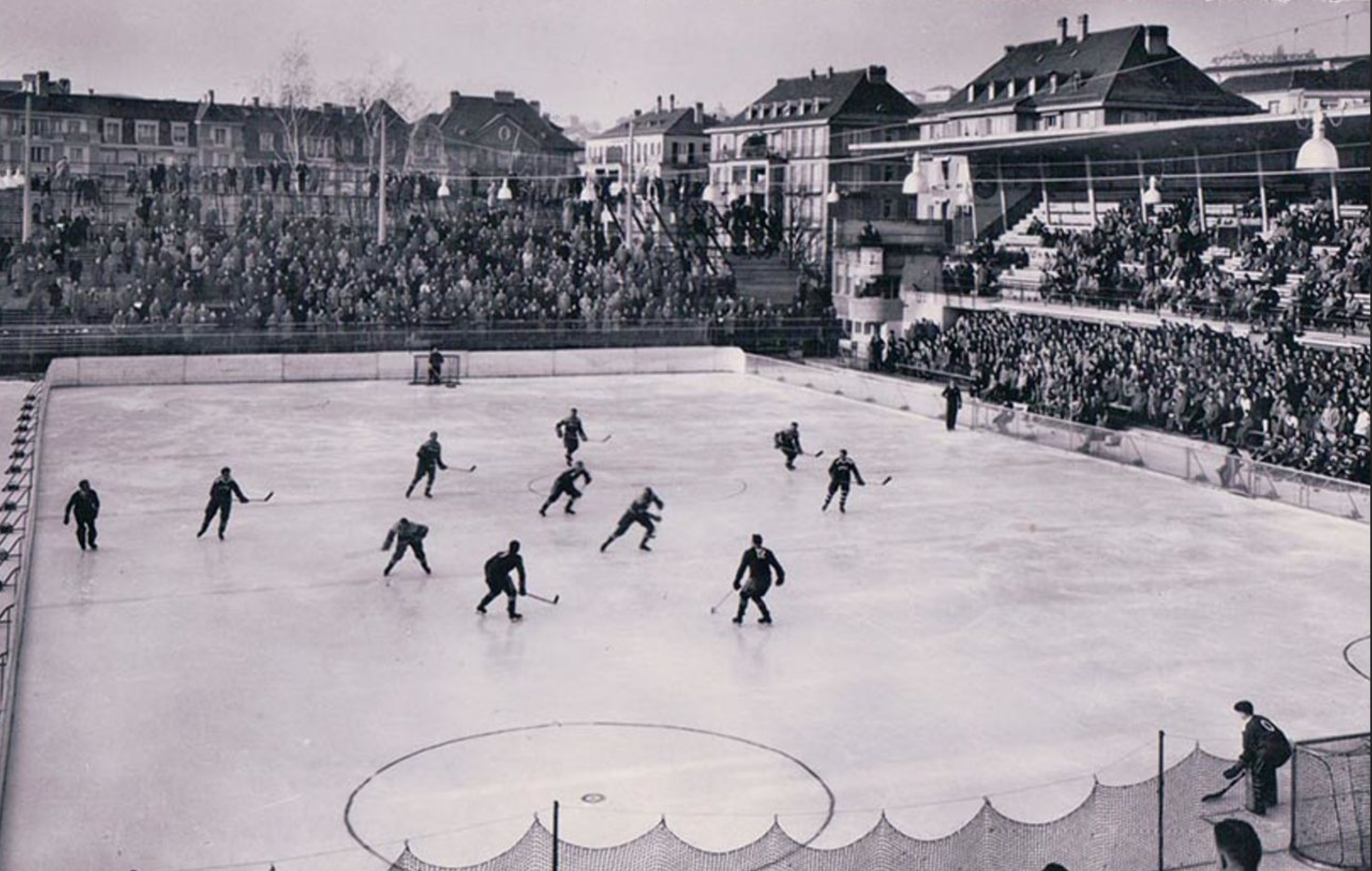
La patinoire de Montchoisi à la fin des années 40.

En 1938, le Lausanne Hockey Club prend possession d'une nouvelle patinoire, artificielle, plus au sud de la ville, dans le quartier de Montchoisi. Le stade sera surnommé le « Temple » étant donné que, lors des matchs en soirée, la glace brillait de mille feux. En effet, l'arène n'étant pas pourvue de toit (jusqu'au début des années 1980), et avec l'éclairage les soirs de rencontre, la glace transparente avait un effet de miroir. À la fin des années 1970, la patinoire pouvait accueillir officiellement environ 7 000 spectateurs, mais en réalité parfois plus de 8 500 personnes s'entassaient dans les tribunes tubulaires les soirs de matchs.
Dans un premier temps, ce nouvel écrin réussit au LHC, finissant vice-champion romand en 1939, puis champion romand en 1940. Pour la saison 1940-1941, la Ligue Nationale, la division la plus élevée, reprend sans deux clubs grisons. Ceux-ci viennent de régions touristiques économiquement  à la peine compte tenu de la guerre. Le Lausanne Hockey Club est donc appelé à compléter la ligue, faisant d'elle la cinquième équipe du championnat. Cette promotion inattendue se termine mal : le LHC finit au dernier rang. Alors que les joueurs davosiens fêtent leur titre de champion national, Lausanne dispute une rencontre de barrage face à Bâle, champion de Série A. Devant 6 000 spectateurs, Doleyres, Fanchamps, Stucky, Beltrami, Caseel, Favre, Toffel, Buder et Eggimann s'inclinent 4 à 3. Le LHC est sportivement relégué. Ce même dimanche 2 mars 1941, l'autre club de la ville de Lausanne, le Star Hockey Club, bat Château-d'Œx 4 à 1 et se trouve promu en Série A,.

#### Fusion avec Star Hockey Club: une seule équipe lausannoise sous le nom de Montchoisi Hockey Club.
En octobre 1941, le Lausanne Hockey Club, lié alors à l'université, et le Star Hockey Club fusionnent pour devenir le Montchoisi Hockey Club (MHC). Même si une partie du Star Hockey Club s'y refuse et continuera à jouer sous le nom de Blue Star, la fusion a pour objectif d'éviter un affrontement dans une même division et, au contraire, d'unir les forces des deux équipes pour constituer un contingent compétitif au plus haut niveau,. En effet, la Ligue Nationale reprend avec six clubs. Le MHC y prend part, malgré la relégation sportive du LHC la saison précédente. En outre, trois équipes sont alors inscrites dans la hiérarchie du hockey suisse : Montchoisi I, dans l'élite ; Montchoisi II, en Série A et Montchoisi III, en Série B. Dans un premier temps, la fusion s'avère plutôt payante, dans la mesure où le MHC finit troisième du championnat. Il en va de même les trois saisons suivantes,,. Ces résultats encourageants ne vont pas durer.

Par la suite, bon an mal an, l'aventure se poursuit jusqu'au printemps 1949. C'est l'époque de Jean Ayer, et de sa célèbre casquette, des Feigl, Aubort, Janski, Trivelli, Cattini, Streun, Beltrami, Favre, Minder, Brunhold, Caseel, Zurbuchen. Ce printemps-là, Montchoisi termine le championnat à l'avant-dernier rang du classement de la Ligue Nationale et laisse aux Grasshoppers le relatif honneur de disputer la rencontre de barrage face au champion de Série A. Vainqueur de Davos au cours de la dernière journée de championnat, Zurich est sacré champion de Suisse. Pour le Montchoisi Hockey Club, les critiques sont amères ; la presse locale ne tarit pas de reproches,. Déjà, dans les coulisses, les dirigeants lausannois s'activent. L'équipe doit être renforcée, améliorer sa condition physique et prendre un nouveau départ,,.

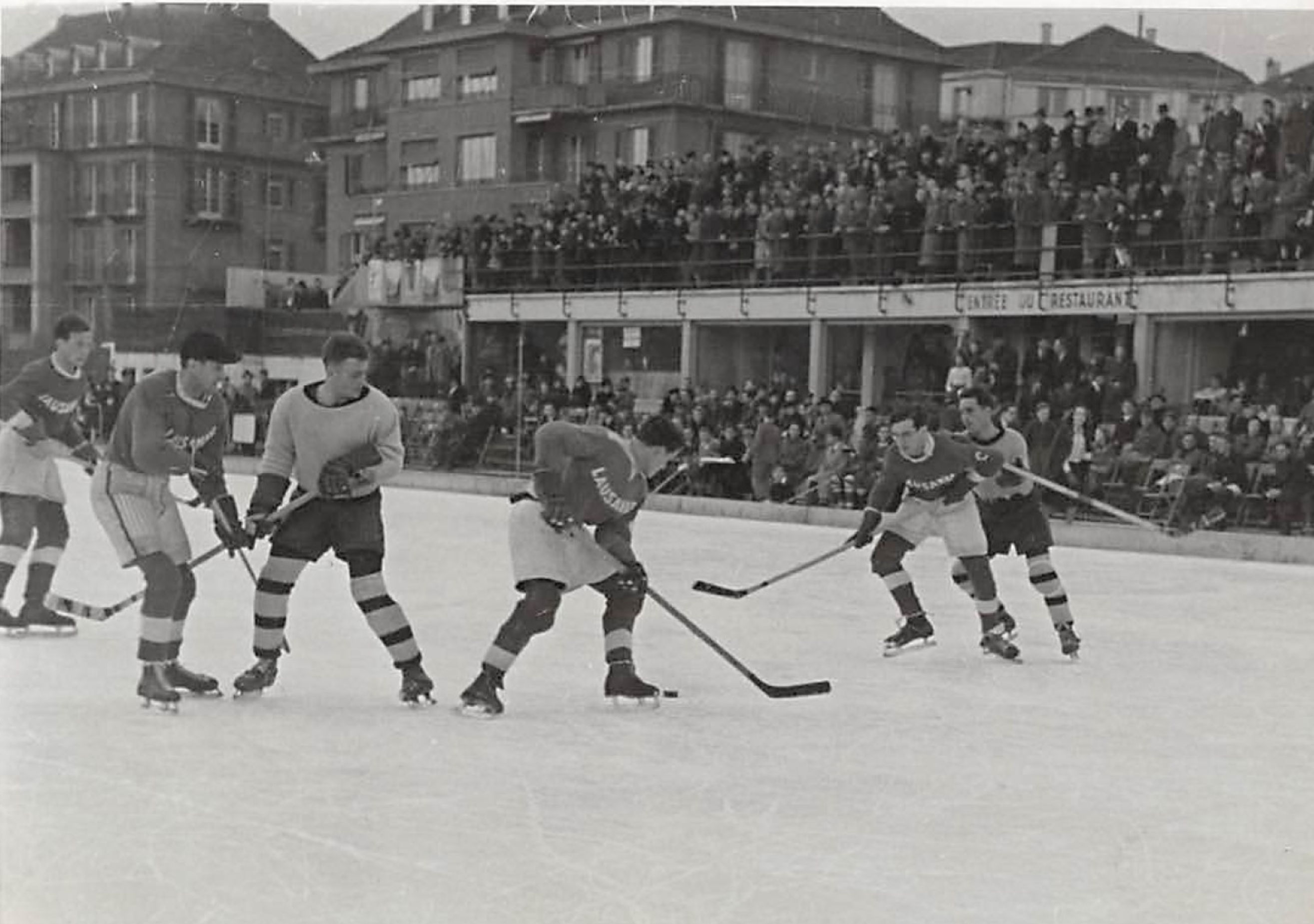
Les Lausannois en plein match dans leur nouvelle enceinte, un an après la fusion avec le Star Hockey Club. La tribune n'est pas encore terminée.
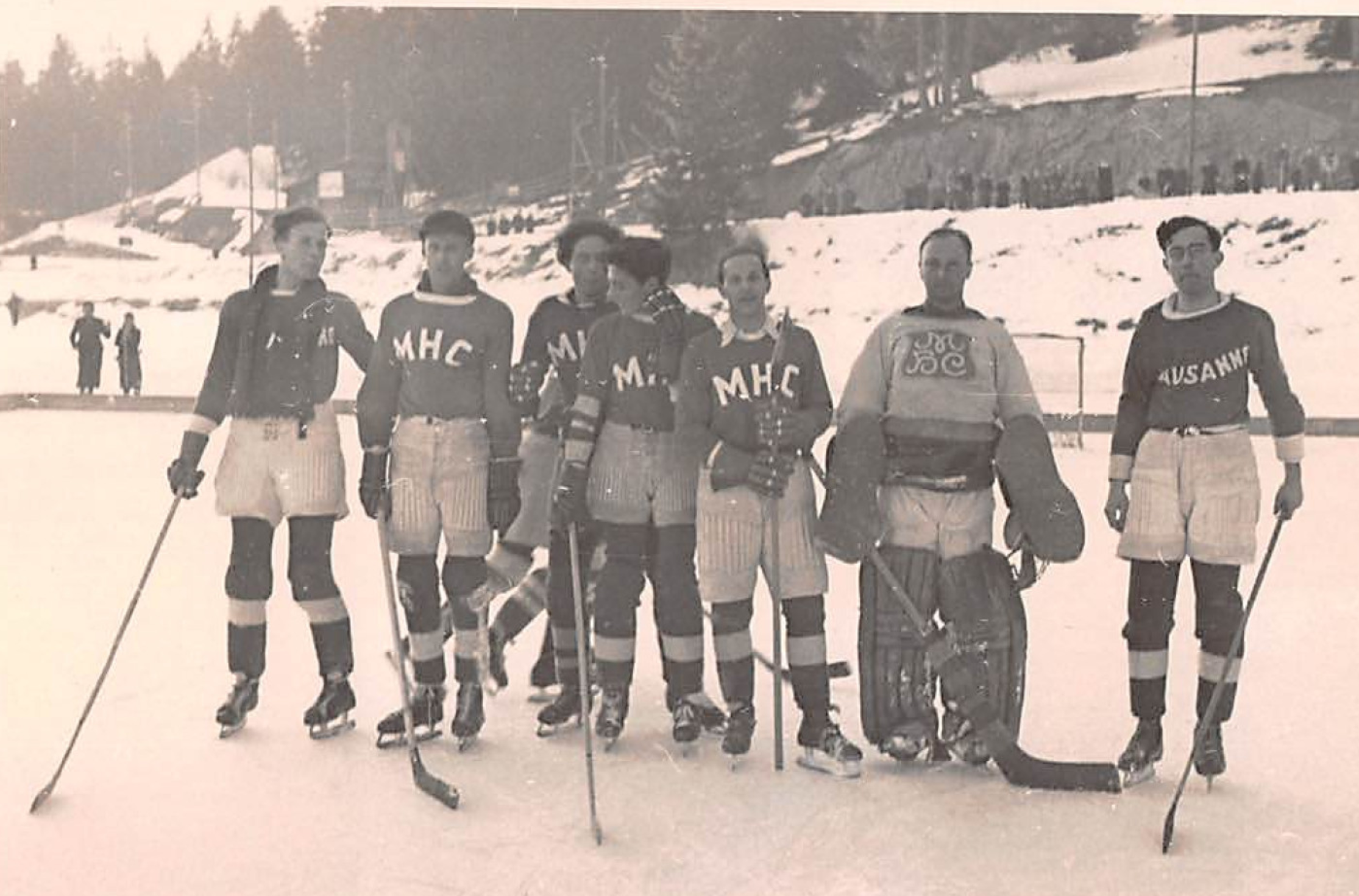
Les Lausannois, en 1942, en tant que visiteurs, avec sur le maillot le nouveau sigle « MHC » pour Montchoisi Hockey Club, nom adopté après la fusion.
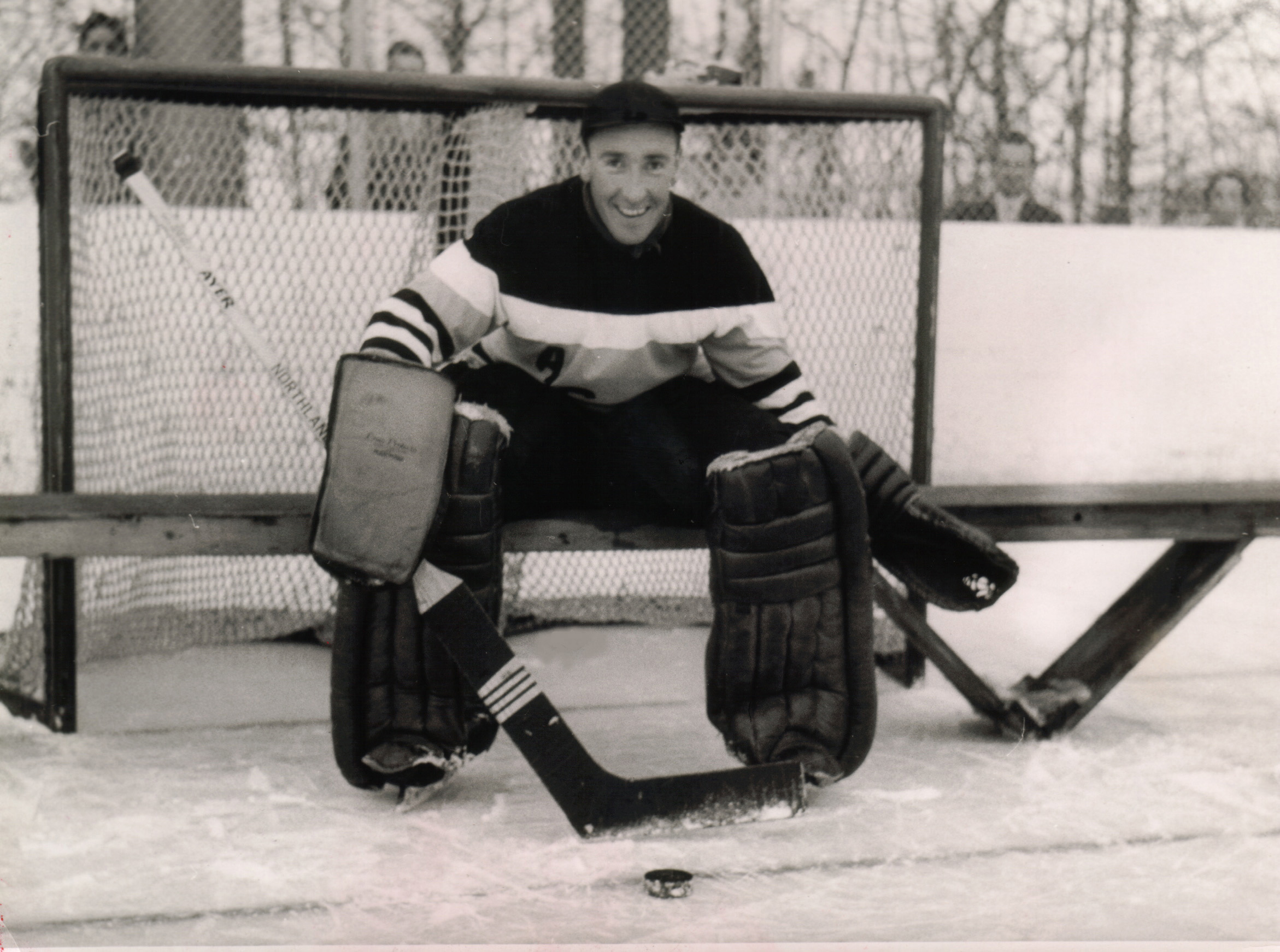
Né à Lausanne, Jean Ayer est un gardien emblématique du MHC des années 40.

### Le Lausanne Hockey Club après le MHC: des hauts et des bas (1949-1981)
Pour marquer cette volonté de renouveau et dans un souci de faire du club une vitrine publicitaire pour la ville, l'équipe renoue avec son nom des années trente : Lausanne Hockey Club,. Au cours de l'été, les dirigeants du club s'assurent les services d'Othmar Delnon, de Golaz et d'Oldřich Zábrodský et fait frapper de nouveaux maillots rouges et blancs avec la mention « LHC ». Cette refonte de l'équipe amène le LHC à être sacré vice-champion de Suisse en 1950 et 1951,. La suite sera nettement plus périlleuse.
Le club alterne pendant de nombreuses saisons des hauts et des bas. Ainsi, après une relégation en Ligue nationale B en 1954, il revient en Ligue nationale A en 1957, emmené par l'attaquant ontarien Robert « Bob » Dennison, mais connaît une nouvelle relégation en 1961.
Il faudra alors attendre 17 ans pour que le LHC retrouve l'élite. La promotion de 1978 est d'autant plus mémorable qu'elle est rendue possible par des joueurs qui vont marquer l'histoire du club. Sous la direction de Real Vincent, entraîneur-joueur, et sa ligne d'attaque composée de Jean-Guy Gratton, Gérard Dubi et Claude Friederich, le LHC accède à la LNA en battant Davos 8 à 4. Sept des huit buts lausannois de la soirée seront marqués par ce trio, surnommé « GDF ». Ce retour au plus haut niveau oblige Lausanne à construire un toit pour la patinoire de Montchoisi. La ligue donne une année au club pour se mettre en conformité. Lors du retour dans l'élite, Dubi finit meilleur marqueur du championnat avec 19 buts et 29 aides, alors que Friederich de son côté termine à la sixième place avec 24 goals et 16 assists. Étant donné la qualité de leurs performances offensives et leur engagement pour le LHC, les deux joueurs verront plus tard leur numéro de maillot respectif retiré par le club, à savoir le 16 de Friederich et le 10 de Dubi. Ce dernier prend sa retraite en 1980, retraite qui coïncide avec le départ de Jean-Guy Gratton au HC La Chaux-de-Fonds, après avoir encore réalisé 19 buts et 12 aides pour sa dernière saison en rouge et blanc. Alors que la ligue évolue peu à peu vers le semi-professionnalisme et malgré les 35 points individuels de Friederich, le LHC ne parvient pas à éviter la relégation en 1981,.

### Entre trois divisions et l'installation au «chaudron» de Malley (1981-2000)
Dans l'ensemble, les saisons suivantes seront difficiles. De retour en deuxième division, le LHC finit au troisième rang et ne peut ainsi rêver d'une remontée immédiate. La deuxième année en LNB voit les Lausannois accéder à la poule de promotion/relégation pour retrouver l'élite du hockey suisse, mais l'équipe termine à la dernière place. En 1984, Lausanne tombe de haut : l'équipe finit dernière du championnat, dernière de la poule pour le maintien : le LHC est par conséquent relégué en 1ère ligue, troisième échelon national. Cette contre-performance coïncide avec la fermeture de la patinoire de Montchoisi en tant qu'enceinte du club. Le 6 mars 1984, devant seulement 980 spectateurs, Le LHC effectue son dernier match à Montchoisi, stade vétuste, mais témoin des hauts et des bas du club depuis plus de 40 ans. Les Lausannois battent Zoug 4-3.
Le 19 octobre 1984 est inauguré le Centre intercommunal de glace de Malley (CIGM), d'une capacité d'environ 10 000 spectateurs. Il a la particularité de se situer sur trois communes (Lausanne, Prilly et Renens). La patinoire de Malley aura, tout comme celle de Montchoisi en son temps, l'honneur de recevoir un surnom : le « chaudron ». Ce sobriquet se retrouve alors souvent parmi les supporters et dans les médias, en raison des ambiances parfois bouillantes les soirs de match. En effet, bien qu'offrant une visibilité restreinte dans certains secteurs, la configuration architecturale de la patinoire se prêtait à une atmosphère enflammée et bruyante. Dans ce nouvel écrin, les Lausannois parviennent à retrouver la LNB immédiatement, soit en 1985. Un an plus tard, la professionnalisation du hockey suisse franchit un nouveau cap : le HC Arosa, club d'un village grisons, quitte volontairement l'élite, n'ayant pas à disposition les moyens financiers désormais requis pour évoluer au plus haut niveau. Le LHC peine également dans ce hockey moderne, tant au niveau budgétaire, que sportif. À peine revenu en LNB, le club retourne en 1re ligue, soit en 1986. Ce n'est que trois exercices plus tard, en 1989, que le LHC retrouve la deuxième division.
Les saisons suivantes, le club parvient à se stabiliser à ce niveau,,,. Il atteint même la finale pour le titre et l’ascension en LNA en 1994, mais  échoue face au SC Rapperswil,. L'année d'après est la bonne. Le 4 avril 1995, après avoir dominé le championnat de LNB, l'équipe du LHC, sous la direction de Jean Lussier, voit 11 014 spectateurs s'entasser dans les gradins de Malley pour une nouvelle finale potentiellement synonyme de promotion. Avec une victoire 8 à 0, face aux Zurichois de Grasshopper, le club gagne le droit d'évoluer à nouveau en LNA,. Le LHC retrouve l'élite du hockey suisse, 14 ans après l'avoir quittée, et ce notamment grâce à son attaquant canadien Claude Verret, auteur de 30 points en playoffs.
La suite, pour l'équipe, sera plus ardue ; le LHC ne parvient pas à se maintenir l'année suivant sa promotion. Le club patine ensuite quatre saisons consécutives dans le ventre mou de la deuxième division,,,.

### Une «étonnante» promotion dans l'élite fondatrice d'une plus grande stabilité (2000-2013)

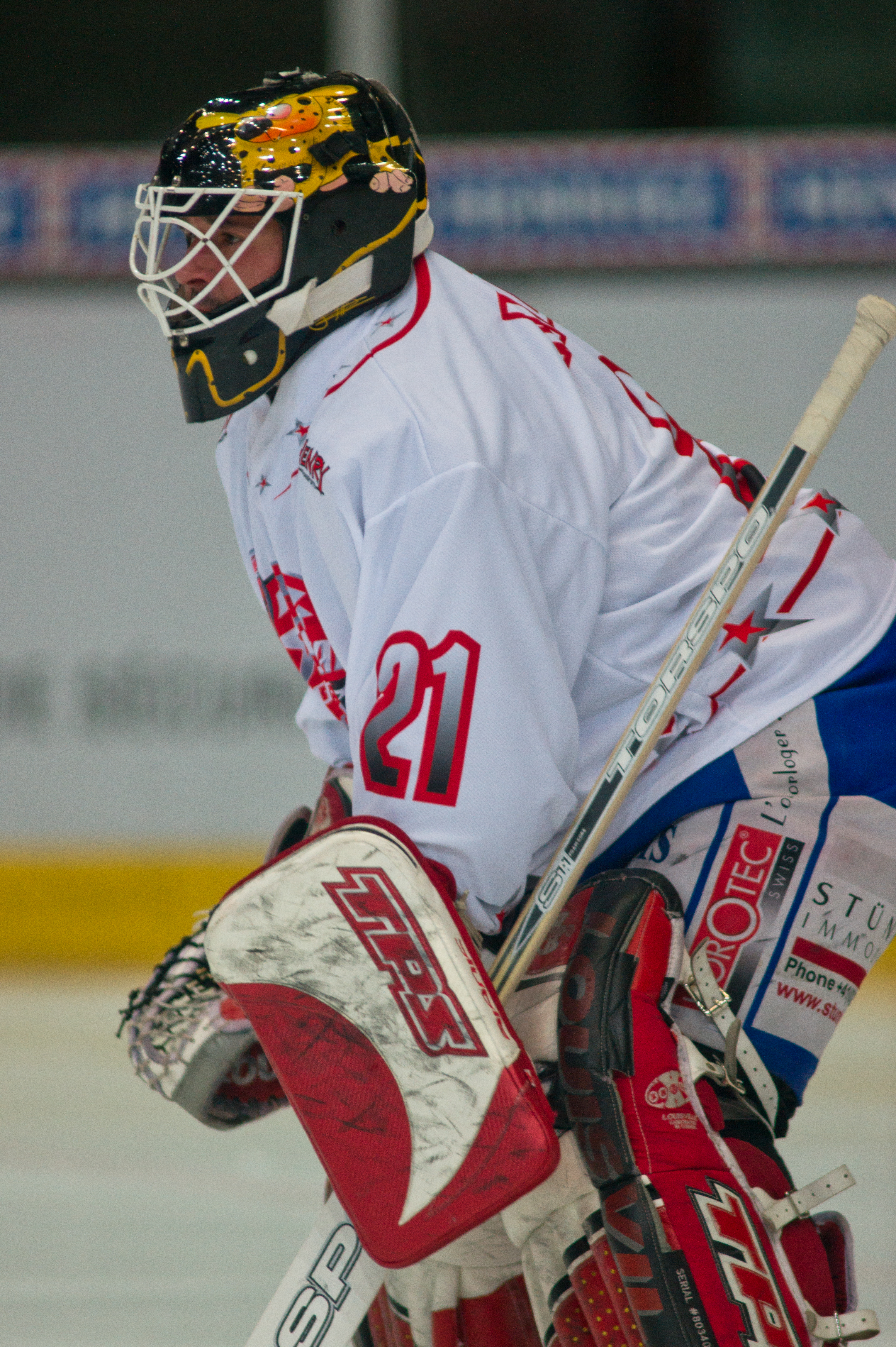
Beat Kindler est un grand artisan de la promotion de 2001. Apprécié du public, il est surnommé le « Marsupilami » pour sa force et son agilité. En hommage à ce fidèle portier (1991-2003), son numéro 21 est retiré par le club le 31 août 2003, année de son départ à la retraite.

C'est lors de la saison 2000-2001 que le club connaît une nouvelle promotion. Celle-ci peut être considérée comme la pierre angulaire d'une nouvelle ère. Alors que le LHC ne figurait pas parmi les favoris, il remporte la saison régulière et les playoffs de LNB, et ce malgré une élimination toute proche en demi-finale contre Viège. Les Lausannois obtiennent ainsi le droit d'affronter le HC La Chaux-de-Fonds, dernier de LNA, en barrages de promotion/relégation. Il s'agit de retrouvailles : c'est le club neuchâtelois qui avait pris la place du LHC en LNA cinq ans plus tôt . À cette occasion, l'entraîneur des adversaires chaux-de-fonnier était Riccardo Fuhrer. Cette fois-ci, en 2001, il se présente à la tête de l'équipe lausannoise. Celle-ci doit alors s'exiler et disputer ces matchs de promotion/relégation « à domicile » à Genève, à cause des championnats du monde de curling qui se déroulent à la patinoire de Malley.

Le 10 avril 2001, le LHC décroche sa place en LNA en battant le HC La Chaux-de-Fonds 2 à 5 à l'extérieur, aux Mélèzes, après avoir été mené 2-0. Lausanne doit notamment cette victoire à la prestation de son gardien fétiche, depuis 10 ans au club, Beat Kindler : il est surnommé le « Marsupilami », compte tenu de sa force et de son agilité. Pour l'anecdote, le portier lausannois n'aurait jamais dû disputer cette rencontre. Quelques semaines plus tôt, Thomas Östlund avait été recruté en tant que gardien titulaire pour les playoffs, suscitant la colère de Kindler, évincé et condamné à rester sur le banc. Toutefois, ce soir-là, à La Chaux-de-Fonds, Östlund casse son patin à la 16e minute de jeu, donnant à Kindler l'occasion de briller. Après cette promotion surprise, le président Maurice Meylan s'exprime en ces termes : 
« Parti  pour réaliser, à première vue, une saison honnête, notre club a étonné chacun, s’est étonné lui-même, accomplissant un parcours extraordinaire qui lui a d’abord donné le titre de champion de ligue B et ensuite la  promotion en ligue A ! »
Sans jamais atteindre les playoffs, le club passe quatre saisons en LNA,, avant de connaître une nouvelle relégation en perdant à domicile face au HC Bâle 4 à 0, lors du septième match décisif. Cependant, ce passage plus pérenne dans l'élite semble avoir permis au club de franchir un palier ; de retour en LNB, Lausanne ne bataille plus dans la deuxième moitié du classement et se trouve systématiquement à la hauteur des meilleurs de deuxième division,,,,, échouant deux fois (2009, 2010) face au HC Bienne lors du septième match des barrages de promotion/relégation,.

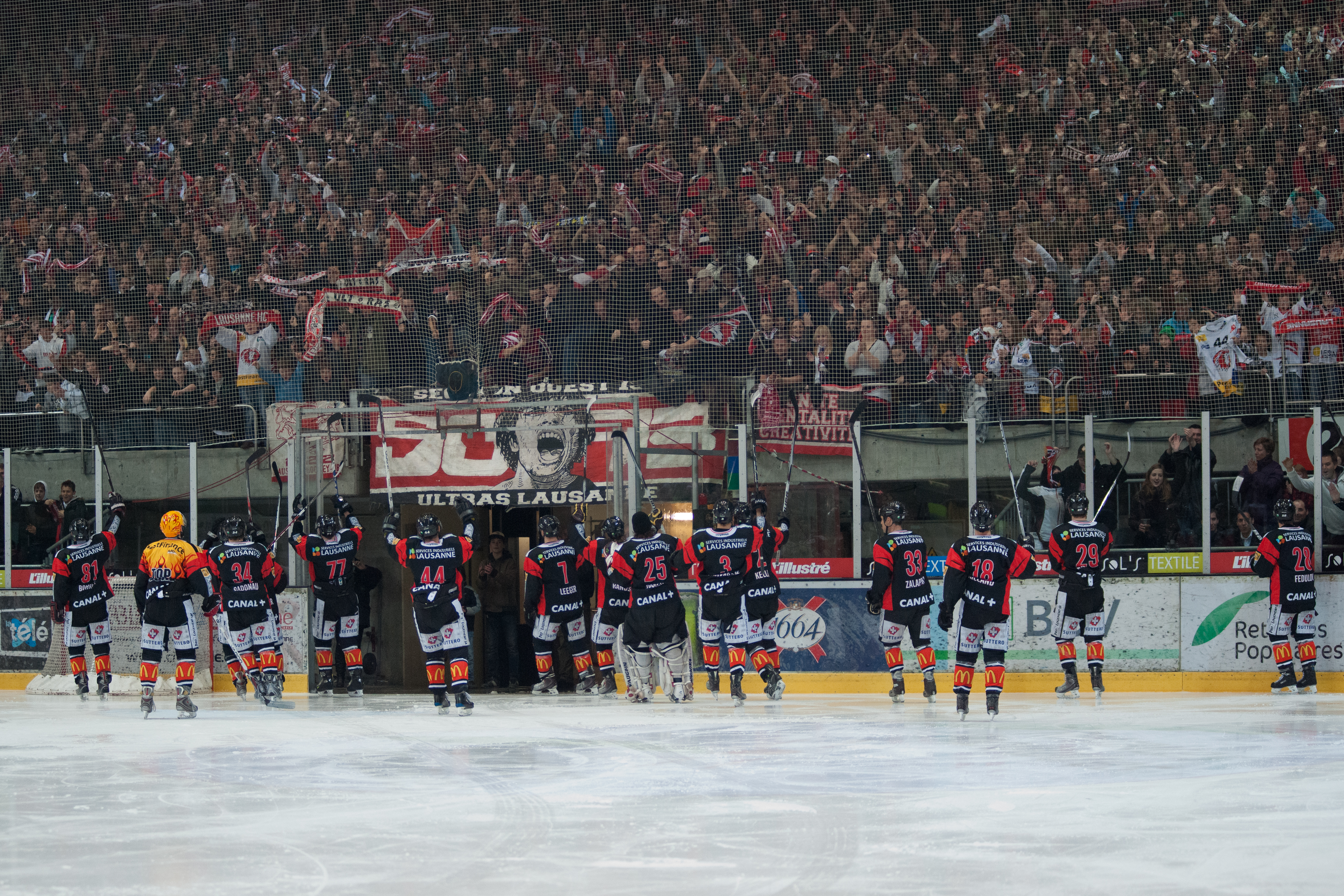
Le LHC fête avec son public en 2010, dans son ancienne patinoire de Malley, le « chaudron ».

### Un réapprentissage du plus haut niveau (depuis 2013)

#### Promotion et retour encourageant dans l'élite
Lors de la saison 2012-2013, bien que terminant à la quatrième place de la saison régulière, le LHC remporte les playoffs de LNB. Il peut alors défier le SC Langnau, perdant des playout de LNA. Le 16 avril 2013, 18 ans jour pour jour après la promotion de 1995, le LHC retrouve l'élite après huit ans de LNB. Il s'impose finalement 3 à 2, grâce notamment à un arrêt décisif de son dernier rempart, Cristobal Huet, dans les dernières secondes de la sixième rencontre décisive. Pour récompenser ses performances lors de ses six saisons au LHC (2012-2018), Cristobal Huet verra d'ailleurs son maillot au numéro 39 retiré par le club en octobre 2019.
La première saison du LHC en LNA depuis huit ans coïncide avec sa première participation aux playoffs de première division. En terminant la saison régulière à la huitième place, le club s'attribue le droit de défier Zurich en quart de finale. Il perdra finalement la série 4 à 3 contre le futur champion de Suisse.
En terminant à la 8e place du classement au terme des 50 matchs, le LHC se qualifie à nouveau pour les playoffs en 2015. Les Lions affrontent cette fois-ci le CP Berne et seront finalement éliminés encore une fois au septième match décisif, à Berne, après une défaite en prolongation, 0-1.
En 2015-2016, avec l’arrivée de Nicklas Danielsson et d'Eric Walsky, le LHC a pour objectif de disputer à nouveau les séries éliminatoires. Toutefois, il ne finira que neuvième cette saison-là et verra la qualification pour les playoffs s'envoler lors de la dernière journée, à cause d’un but encaissé à l'ultime seconde face au CP Berne.
La saison suivante, le LHC finit à une encourageante quatrième place lors de la saison régulière, mais se retrouve éliminé 4-0 dans la série des quarts de finale des playoffs face au HC Davos.

En 2017-2018, le LHC doit déménager. En effet, une nouvelle patinoire est prévue sur les fondations de l'ancienne. À côté du chantier de la future enceinte, une patinoire provisoire a donc été construite en sept mois, Malley 2.0, pour accueillir temporairement les matchs à domicile des Lausannois. Dans cette patinoire transitoire, le club vit un exercice compliqué, terminant dixième en février. Lausanne joue le tour contre la relégation, mais, après les trois premiers matchs, le maintien en National League est assuré. Cette saison-là, le club a vu trois entraîneurs se succéder à la tête de l'équipe : Daniel Ratushny, Yves Sarault et John Fust. Ville Peltonen est finalement nommé entraîneur principal pour la saison suivante.

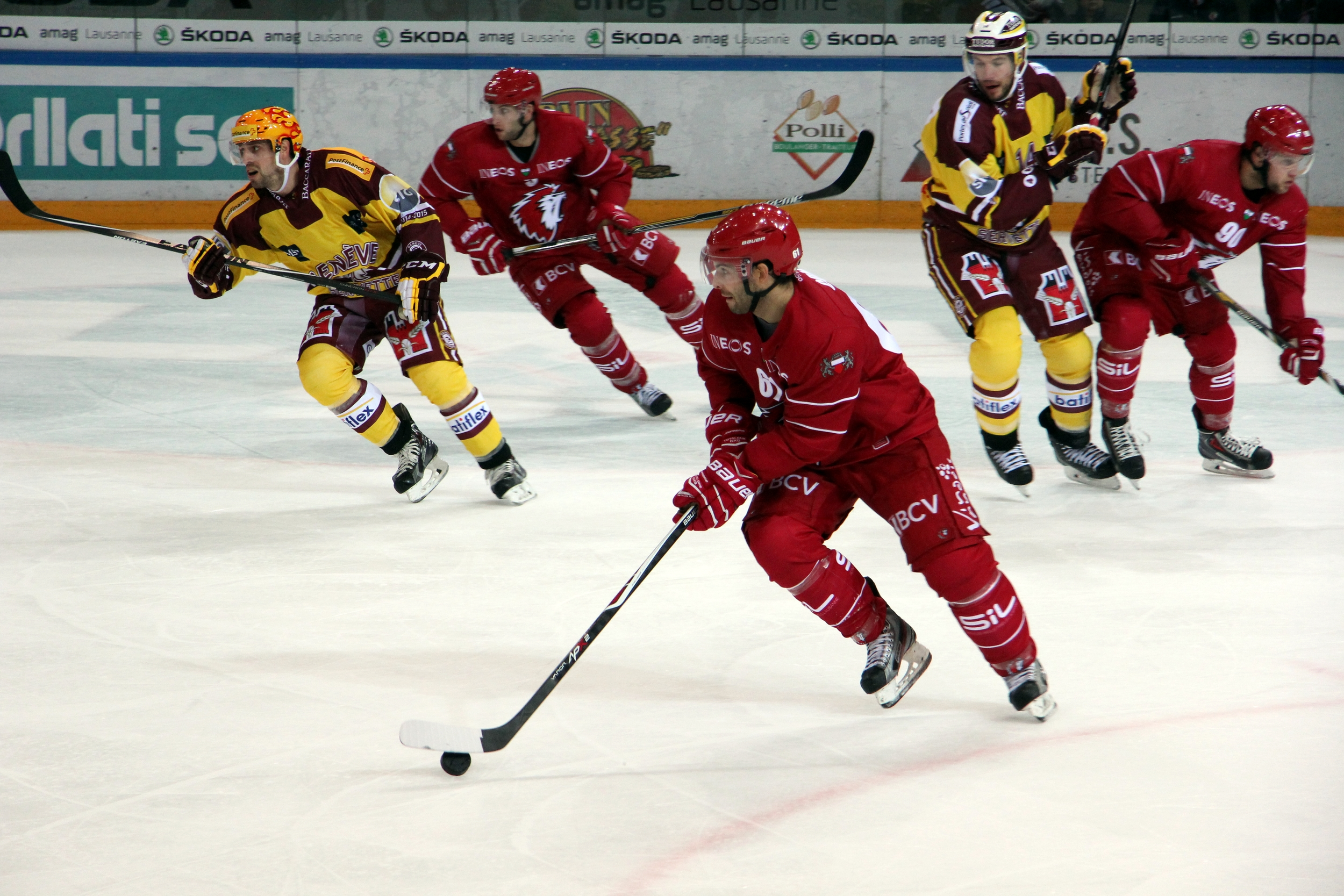
Florian Conz, artisan de la promotion de 2013 et joueur le plus capé du LHC (522 apparitions). Notamment pour cette raison, mais aussi pour ses qualités de capitaine, son numéro 61 est retiré par le club en novembre 2021[105].
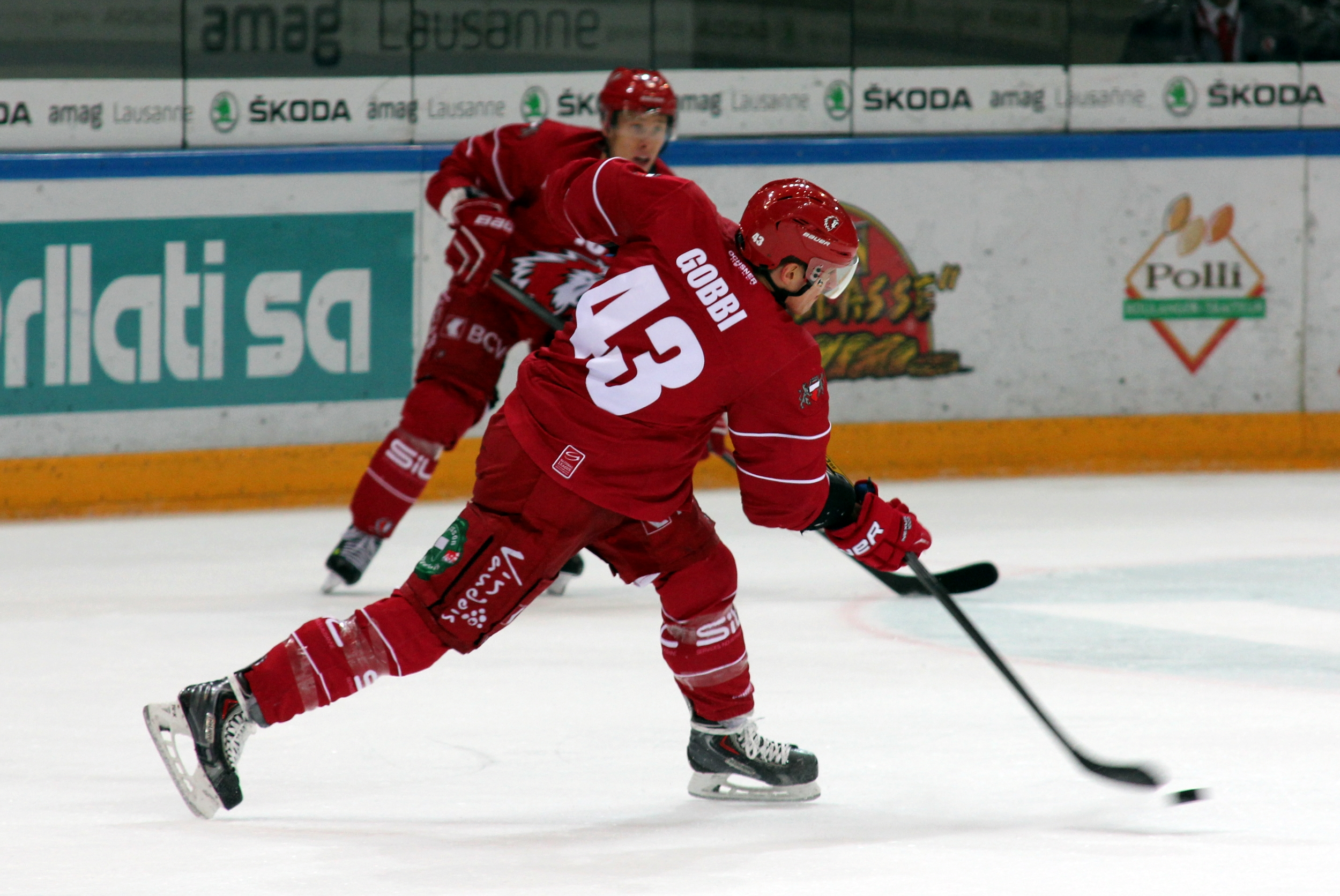
John Gobbi, premier capitaine du LHC pour son retour dans l'élite en 2013.
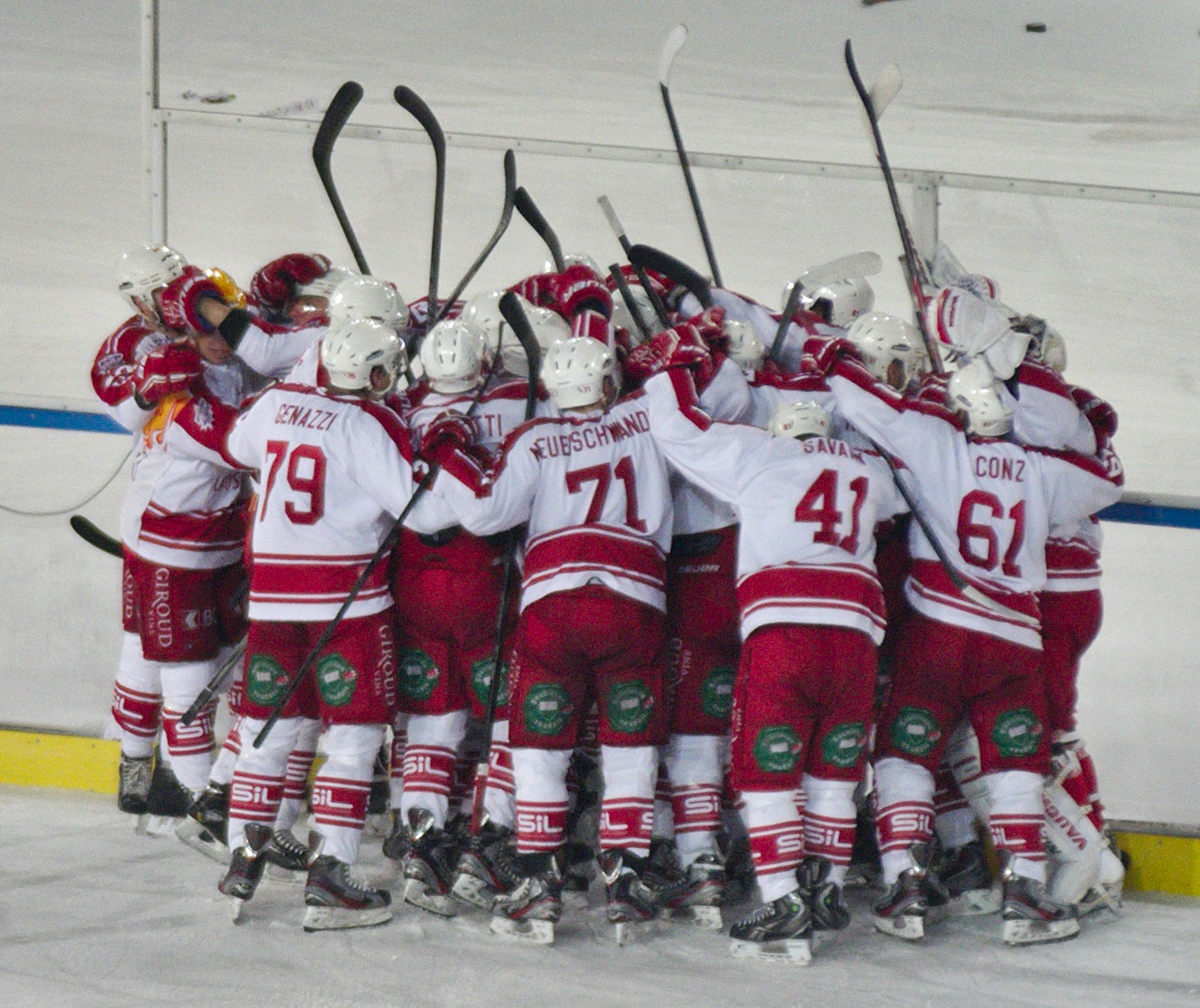
Victoire du LHC lors du Winter Classic au Stade de Genève le 11 janvier 2014.

Pour cet exercice 2018-2019, Lausanne est particulièrement prolifique et s'affirme comme une équipe de premier plan : la 3e place au classement de National League après les 50 matchs, une qualification pour la Ligue des champions 2019-2020 et une participation à une demi-finale des playoffs. En quart de final, le LHC vient à bout du SC Langnau Tigers ; les Vaudois se qualifient après un 7e acte disputé chez eux, à Malley 2.0. Depuis l'introduction des séries éliminatoires dans le championnat, c'est la première fois que le LHC se retrouve à ce stade de la compétition. Il a pour adversaire le EV Zoug. Toutefois, les Lausannois s'arrêtent là, battus en cinq matchs par l'équipe de Suisse centrale.

#### 2019-2023: l'installation à la Vaudoise aréna et les déceptions en saison régulière
Fraîchement installé dans sa nouvelle patinoire de 9 600 places, la Vaudoise aréna, le LHC veut confirmer ses bons résultats du dernier exercice. Avec les arrivées de Tobias Stephan ou encore Joshua Jooris, en début de saison 2019-2020, le Lausanne HC est pour la première fois candidat au titre de champion Suisse. Néanmoins, à deux journées de la fin de la saison régulière, l'entraîneur Ville Peltonen et le directeur sportif, Jan Alston, sont démis de leur fonction. Le nouvel entraîneur se nomme Craig MacTavish, coach des Oilers d'Edmonton durant neuf saisons. Qualifié pour les playoffs, le LHC ne peut néanmoins pas y participer, comme les sept autres équipes du championnat ; en effet,  le 11 mars 2020, en raison de la pandémie de Covid-19, la Ligue met prématurément un terme à la saison à tous les échelons du hockey suisse, sans couronner de champion.  La saison suivante est elle aussi perturbée par la situation sanitaire ; Zoug est tout de même sacré champion.
Pour la saison 2022-2023, alors qu'il célèbre ses 100 ans, le Lausanne HC recrute à nouveau plusieurs joueurs reconnus, comme Phil Varone, Damien Riat et Jason Fuchs, ou encore Martin Gernat. De plus, John Fust reprend le poste d’entraîneur principal qui l’avait déjà effectué lors de la saison 2017-2018. Le 4 octobre 2022, sous l'impulsion du président Patrick de Preux, le club procède à une grande restructuration. Concrètement, cela signifie la fin de l'ère Petr Svoboda dans la direction sportive du club et son coaching. Celui-ci redevient simple actionnaire et John Fust simple directeur sportif. Sa première tâche consiste à trouver son successeur en tant que coach principal. Le 6 novembre, Geoff Ward est nommé entraîneur ; Peter Andersson est désigné pour être son assistant. La saison se termine cependant par un échec, les Lausannois ne disputant pas les playoffs, malgré un rush final qui verra les Vaudois échouer aux portes des séries éliminatoires lors de la dernière journée.
Du côté financier, d'après la presse, le club aurait une dette de près de 50 millions de francs en raison, entre autres, des salaires surévalués offerts par Petr Svoboda ; ce dernier est souvent cité par les médias pour expliquer la situation financière difficile du club. La fréquentation à la Vaudoise aréna a également baissé. Pour la première fois depuis la promotion de 2013 en Nationale League, le club vend moins de 4 000 abonnements.

#### 2023-2025, deux finales contre Zurich
Après beaucoup de modifications en interne, la saison 2023-2024 est lancée avec des transferts importants au niveau des étrangers et les arrivées de Lawrence Pilut et Christian Djoos, mais également du jeune espoir canado-suisse, formé à Lausanne, détenteur de la coupe mémorial, Théo Rochette. Certains départs sont également annoncés, ceux de Martin Gernát, Cory Emmerton et Richard Pánik. Ces changements et la restructuration du club mènent le LHC à la première finale de playoff de son histoire, alors même que la direction voulait revoir ses ambitions à la baisse compte tenu des difficultés financières du club.

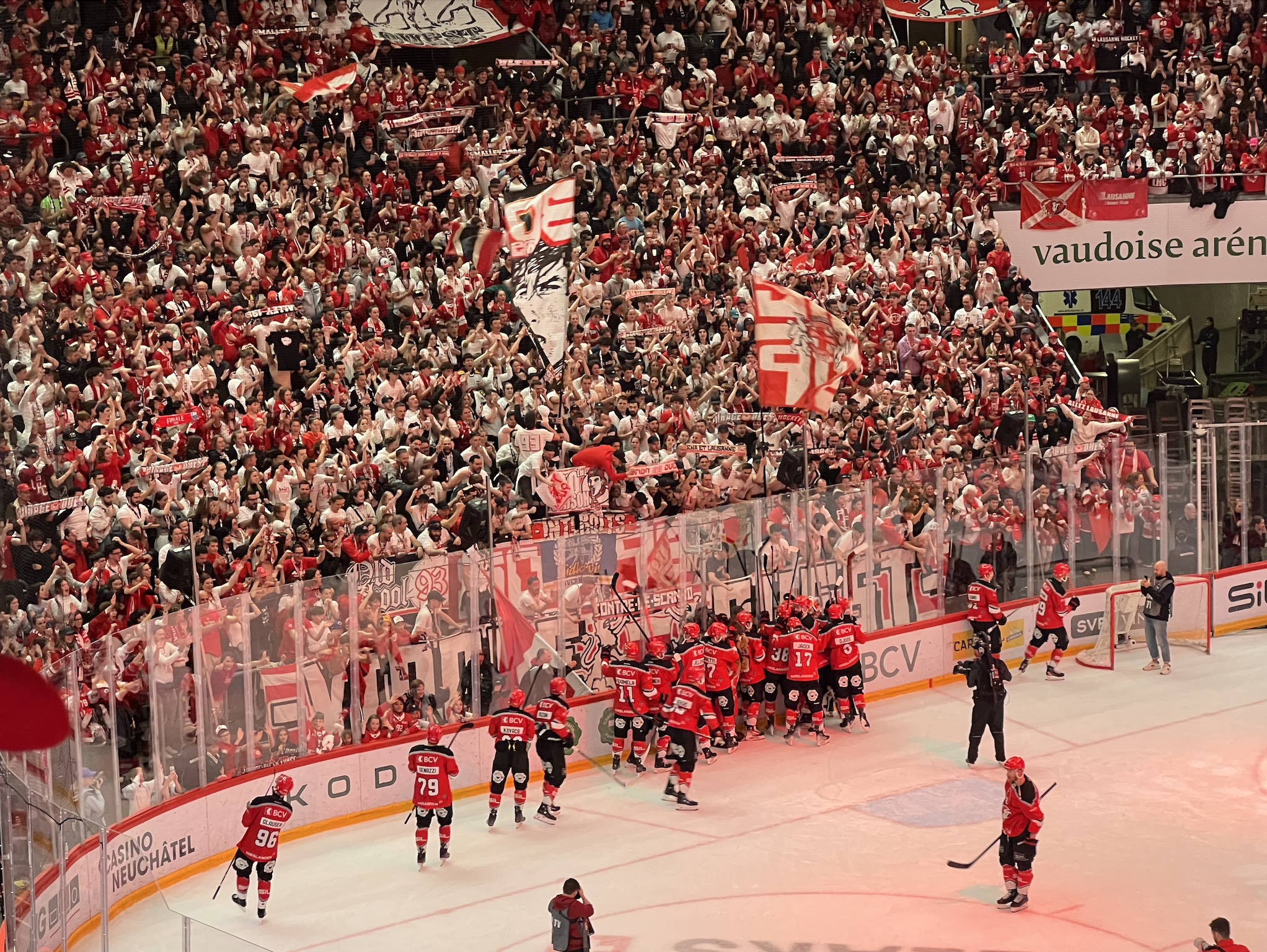
27 avril 2024. Le LHC fête avec son public à la Vaudoise aréna après avoir réussi à arracher un dernier match contre Zurich pour tenter de décrocher le titre national.

Après une saison régulière réussie (3e rang), Lausanne élimine le HC Davos en sept matchs, puis Fribourg-Gottéron en cinq. Lausanne se retrouve ainsi en finale face au favori au titre : Zurich. Les Lausannois s'inclinent lors du septième match à la Swiss Life Arena, suivi à distance sur écran géant par 9 600 personnes à la Vaudoise aréna.
Le vendredi 3 mai 2024, tout le coaching-staff est prolongé pour deux saisons supplémentaires.
La saison suivante, le LHC est à nouveau proche du titre. Malgré de nombreux changements dans l'effectif et notamment la perte du gardien titulaire Connor Hughes, le Lausanne HC termine, pour la première fois de son histoire en National League, en tête à la fin de la saison régulière, avec 97 points, le nouveau record du club. Lors de la phase éliminatoire, le LHC sort d'abord Langnau (8e) en sept rencontres, puis Fribourg (6e)  également en sept confrontations après avoir été mené 3-1 dans la série, avant de s'incliner 4 matchs à 1 en finale contre Zurich (2e), malgré l'avantage de la glace.

## Appellations du club
- 1922 à 1941 : Lausanne Hockey Club
- 1941 à 1949 : Montchoisi Hockey Club
- Depuis 1949 : Lausanne Hockey Club

## Palmarès
- Vice-champion de LNA/National League : 1950, 1951, 2024 et 2025
- Champion de LNB/Swiss League : 1957, 1978, 1995, 2001, 2009, 2010 et 2013
- Champion de 1re ligue : 1989

## Personnalités du club

### Effectif actuel
| No    | Nom               | Nat. | Position  | Arrivée                            |
| ----- | ----------------- | ---- | --------- | ---------------------------------- |
| +030, | Antoine Keller    |      | Gardien   | 2024 - Titan d'Acadie-Bathurst     |
| +033, | Kevin Pasche      |      | Gardien   | 2023 - Lancers d'Omaha             |
| +092, | Thibault Fatton   |      | Gardien   | 2024 - HC Lugano                   |
| +005, | Gavin Bayreuther  |      | Défenseur | 2024 - Stars du Texas              |
| +007, | Aurélien Marti    |      | Défenseur | 2020 - HC Lugano                   |
| +020, | Lawrence Pilut    |      | Défenseur | 2023 - Americans de Rochester      |
| +038, | Lukas Frick       |      | Défenseur | 2017 - EHC Kloten                  |
| +066, | Cédric Fiedler    |      | Défenseur | 2024 - Broncos de Western Michigan |
| +067, | Nathan Vouardoux  |      | Défenseur | 2024 - SC Rapperswil-Jona Lakers   |
| +077, | David Sklenička   |      | Défenseur | 2024 - Barys                       |
| +079, | Joël Genazzi      |      | Défenseur | 2013 - SC Langnau Tigers           |
| +091, | Fabian Heldner    |      | Défenseur | 2019 - HC Davos                    |
| +096, | Andrea Glauser    |      | Défenseur | 2021 - SC Langnau Tigers           |
| +004, | Makai Holdener    |      | Attaquant | 2021 - HC Viège                    |
| +009, | Damien Riat       |      | Attaquant | 2021 - Capitals de Washington      |
| +011, | Antti Suomela     |      | Attaquant | 2023 - IK Oskarshamn               |
| +012, | Michael Raffl – C |      | Attaquant | 2022 - Stars de Dallas             |
| +014, | Jason Fuchs       |      | Attaquant | 2021 - HC Bienne                   |
| +017, | Ken Jäger – C     |      | Attaquant | 2020 - Västerviks IK               |
| +018, | Raphael Prassl    |      | Attaquant | 2024 - HC Davos                    |
| +019, | Michael Hügli     |      | Attaquant | 2022 - HC Bienne                   |
| +022, | Janne Kuokkanen   |      | Attaquant | 2024 - Malmö Redhawks              |
| +029, | Ahti Oksanen      |      | Attaquant | 2024 - IK Oskarshamn               |
| +048, | Lauri Pajuniemi   |      | Attaquant | 2024 - Malmö Redhawks              |
| +068, | Matthias Mémeteau |      | Attaquant | 2023 - GCK Lions                   |
| +071, | Benjamin Bougro   |      | Attaquant | Formé au Club                      |
| +081, | Ronalds Ķēniņš    |      | Attaquant | 2018 - ZSC Lions                   |
| +090, | Théo Rochette     |      | Attaquant | 2023 - Remparts de Québec          |
| +094, | Timothé Bozon     |      | Attaquant | 2020 - Genève-Servette HC          |

### Maillots retirés

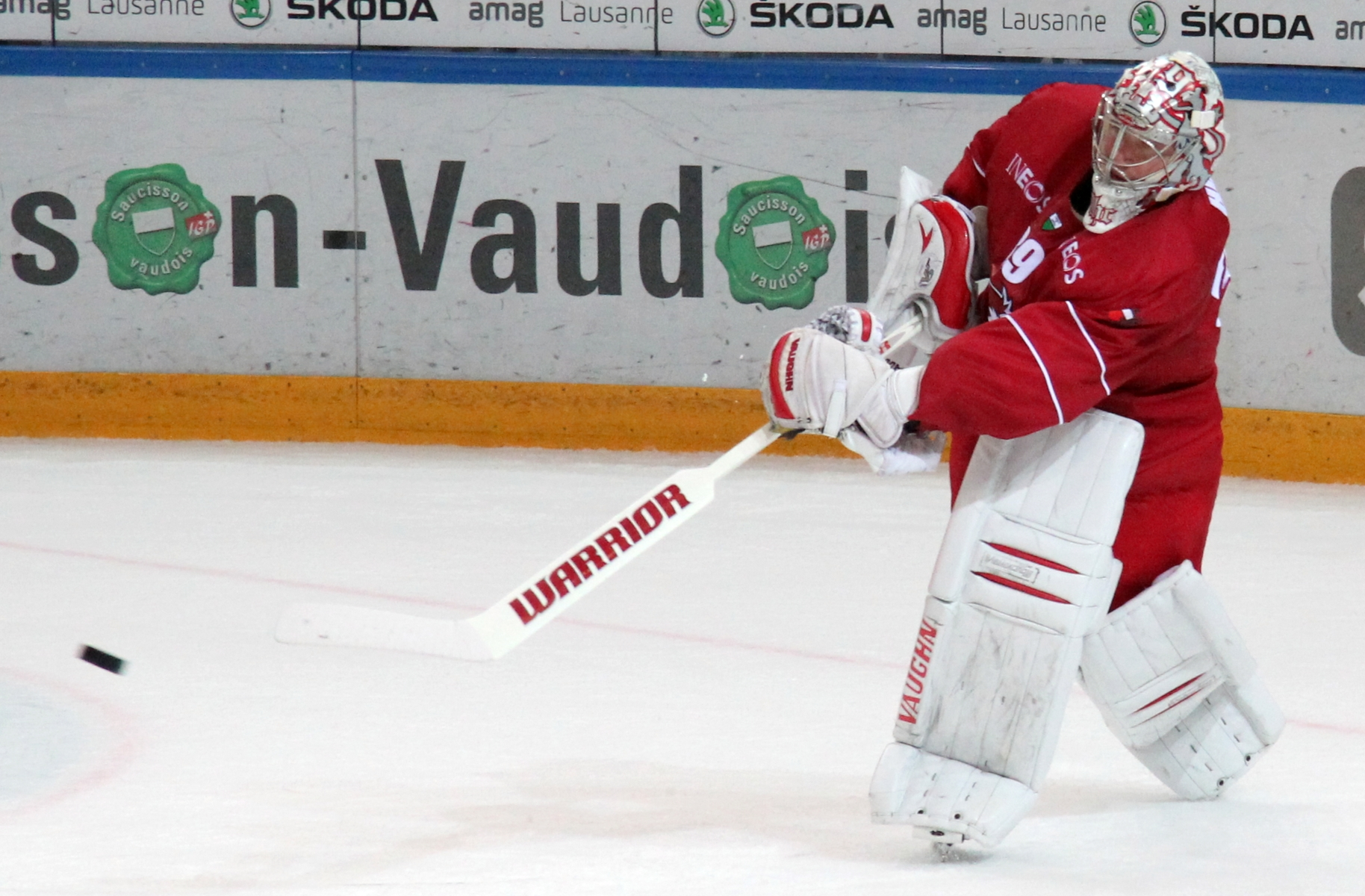
Cristobal Huet, légende du club et grand artisan de la promotion de 2013.

| No | Joueur            | Position  | Carrière au LHC        |
| -- | ----------------- | --------- | ---------------------- |
| 10 | Gérard Dubi       | Attaquant | 1960-1969 et 1970-1981 |
| 16 | Claude Friederich | Attaquant | 1970-1973 et 1976-1983 |
| 21 | Beat Kindler      | Gardien   | 1991-2003              |
| 39 | Cristobal Huet    | Gardien   | 2012-2018              |
| 61 | Florian Conz      | Attaquant | 2003-2008 et 2011-2018 |

## Emblème et couleurs du club

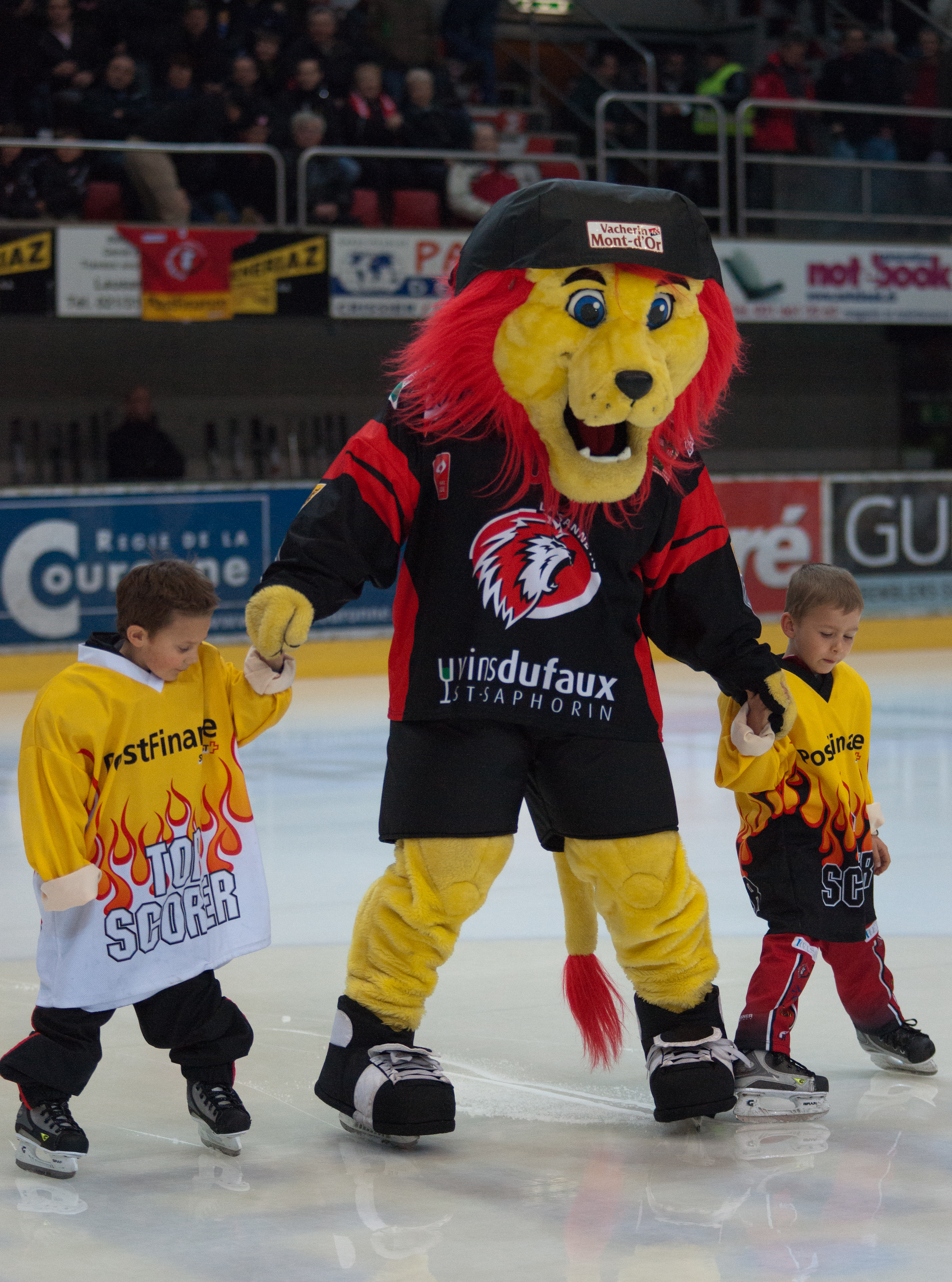
Léo, la mascotte du LHC

Autant les couleurs (rouge, blanc et noir) que l'emblème du club (un lion) proviennent des armoiries historiques de la ville de Lausanne,, redessinées en 2018 sous forme de logotype pour les besoins de l'administration communale, et ce dans un style plus contemporain. Depuis au moins le début des années 50, le maillot du club arbore ces armoiries communales, parfois comme motif secondaire, d'autres fois comme motif principal en lieu et place soit du nom du club ou celui de la ville, soit du sigle « LHC » ou soit encore du logo officiel du club,. Le lion du logo actuel de l'équipe apparaît sur les maillots lors la saison 1995-1996. Ce logo est épuré de son fond rouge et noir, mais aussi de la mention « Lausanne HC » en 2013.

Le blason rouge et blanc utilisé par la ville rappelle les armes et couleurs de l'évêque de Lausanne. En effet, en 1558, après la Réforme, la cité s'approprie le blason de l'évêque, puis y ajoute, à la place des anges, des lions, symboles de puissance,. La couronne, quant à elle, évoque les privilèges impériaux octroyés autrefois aux princes épiscopaux de la ville,.

Logotype actuel de la ville de Lausanne utilisé par le LHC sur le maillot extérieur lors des saisons 2023-2024 & 2024-2025,. Il s'agit d'une actualisation des armoiries historiques de la cité (voir ci-dessous), desquelles proviennent les couleurs et l'emblème du LHC.

### Fanions & logos à travers les années

(anciennes armoiries de Lausanne utilisées par le LHC entre plus ou moins 1950 et 1986 & occasionnellement plus tardivement)
(1986-1995)
(1995-2013)
(depuis 2013)

## Soutien populaire
Déjà doté d'un kop à la patinoire de Montchoisi, le LHC est soutenu par un groupe ultra appelé « Section Ouest 1993 », en référence à la situation géographique du virage où ces supporters se sont établis à la patinoire de Malley. Le Lausanne HC bénéficie de l'appui de deux autres groupes de fans : le Fan’s Club du LHC et la Section Riviera.
Le LHC peut également compter sur cinq clubs de soutien : Hockey 2000, Puck d’Or, Lions 1922, Club du Président et Leonis. Ensemble, en 2024, ils ont contribué aux finances du club à hauteur de plus de deux millions de francs.
N'ayant pas véritablement de concurrent, le club est largement soutenu au niveau du canton de Vaud, quoique de façon plus disparate dans des régions proches d'un club de hockey professionnel extra-cantonal, comme dans la Broye où l'attachement à Fribourg-Gottéron n'est pas rare.
Déjà en 1995, alors qu'il évoluait seulement en deuxième division, le LHC présentait la quatrième affluence moyenne de tous les clubs de Suisse. Cet enthousiasme se retrouve toujours au XXIe siècle. Le public lausannois est réputé fervent. En évoluant à Malley 2.0 entre 2017 et 2019, le LHC atteint un taux de remplissage de plus de 96 % et joue plus de 17 fois à guichets fermés en 2018-2019, un record pour le Lausanne HC depuis son retour, en 2013, dans le plus haut niveau suisse. En première partie de saison 2024-2025, tout en possédant la plus grande patinoire de Suisse romande, le LHC parvient à obtenir un taux de remplissage de 92,56 %. La presse se demande alors si la Vaudoise aréna n'a pas été construite avec une capacité maximale sous-estimée, comme d'autres enceintes de hockey ouvertes en Suisse au XXIe siècle.

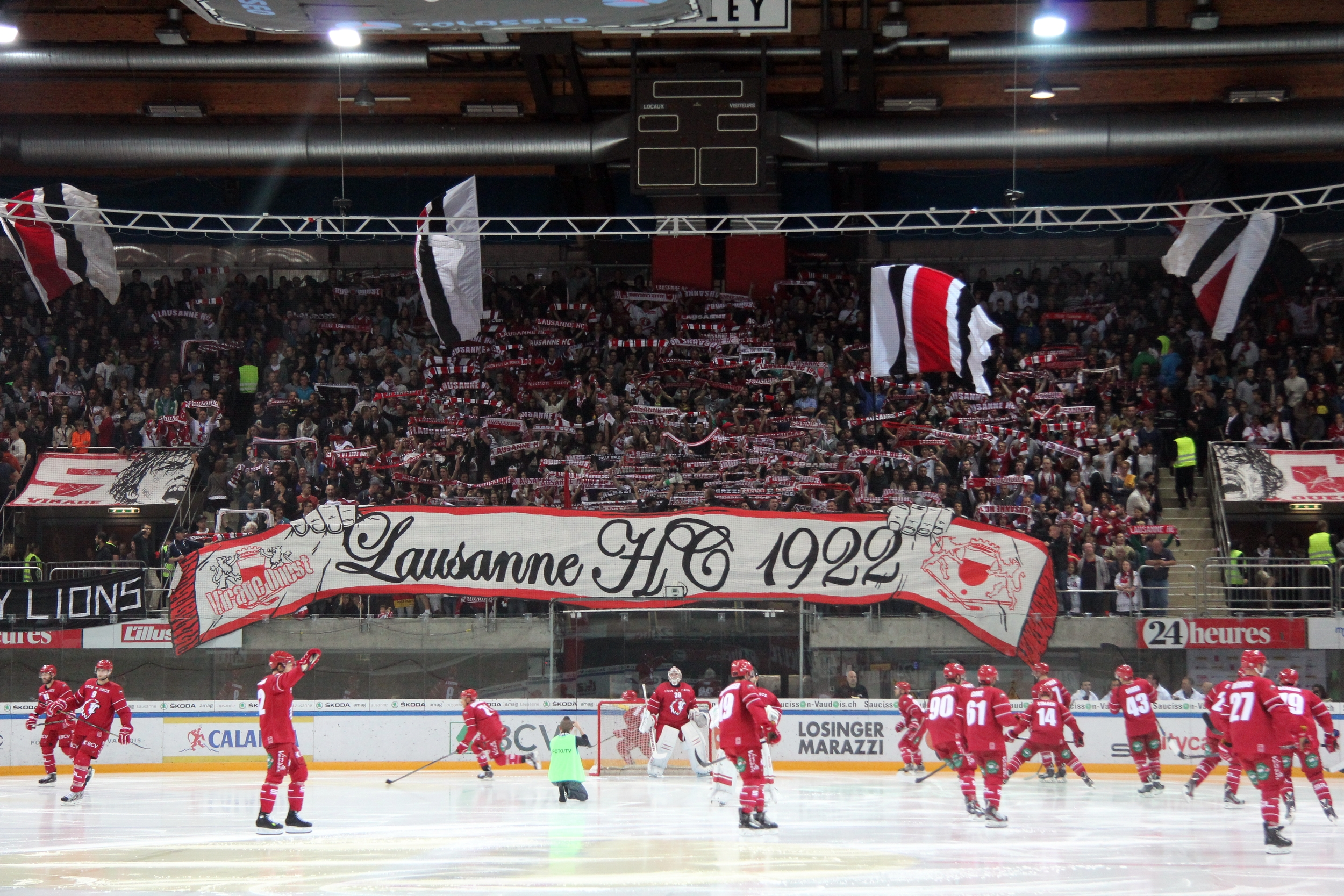
Le kop dans l'ancienne patinoire de Malley, en 2014, pour un derby du Léman contre Genève-Servette.
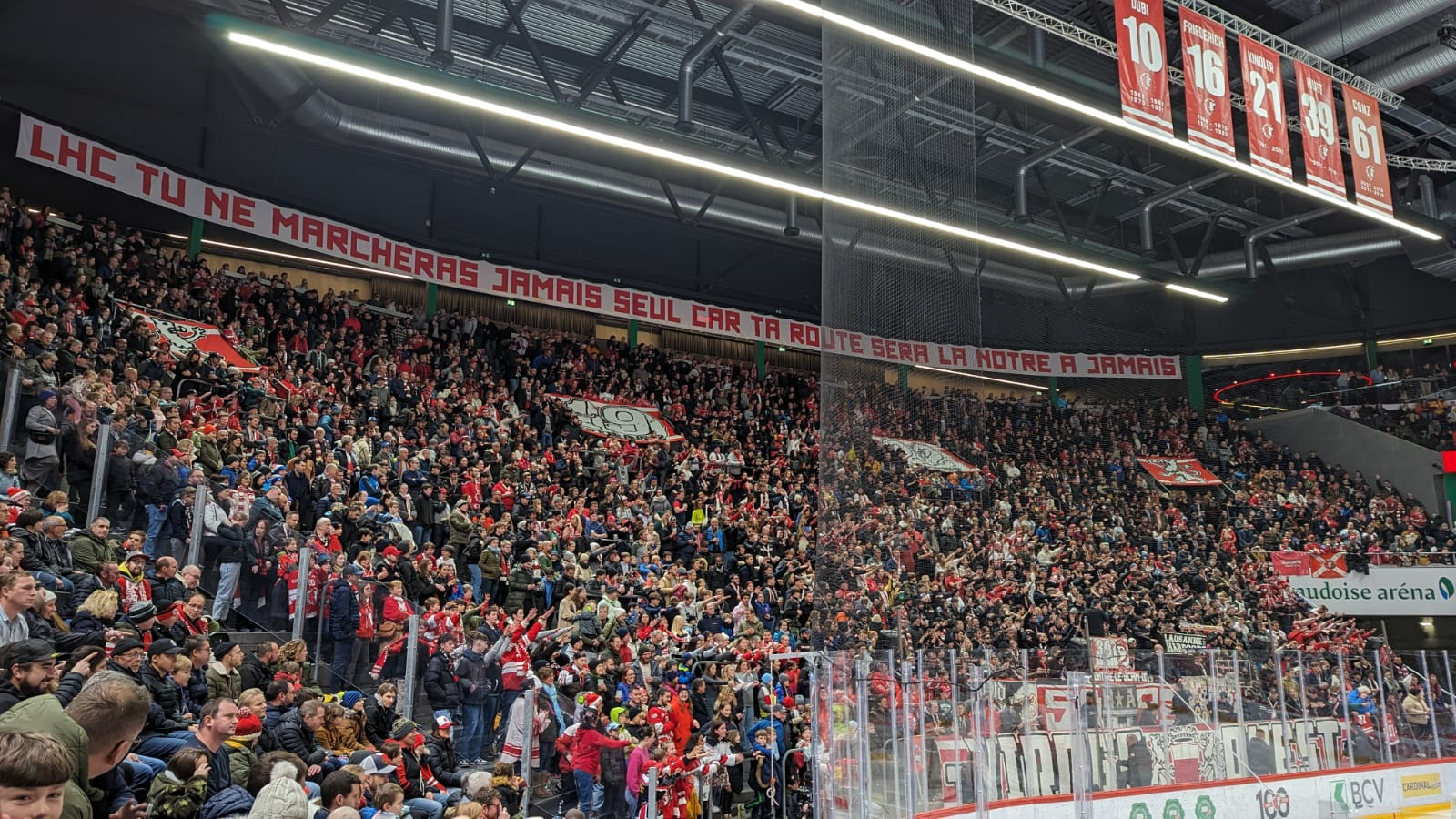
Le kop lausannois à la Vaudoise aréna, le 7 janvier 2024, pour un match contre Kloten.
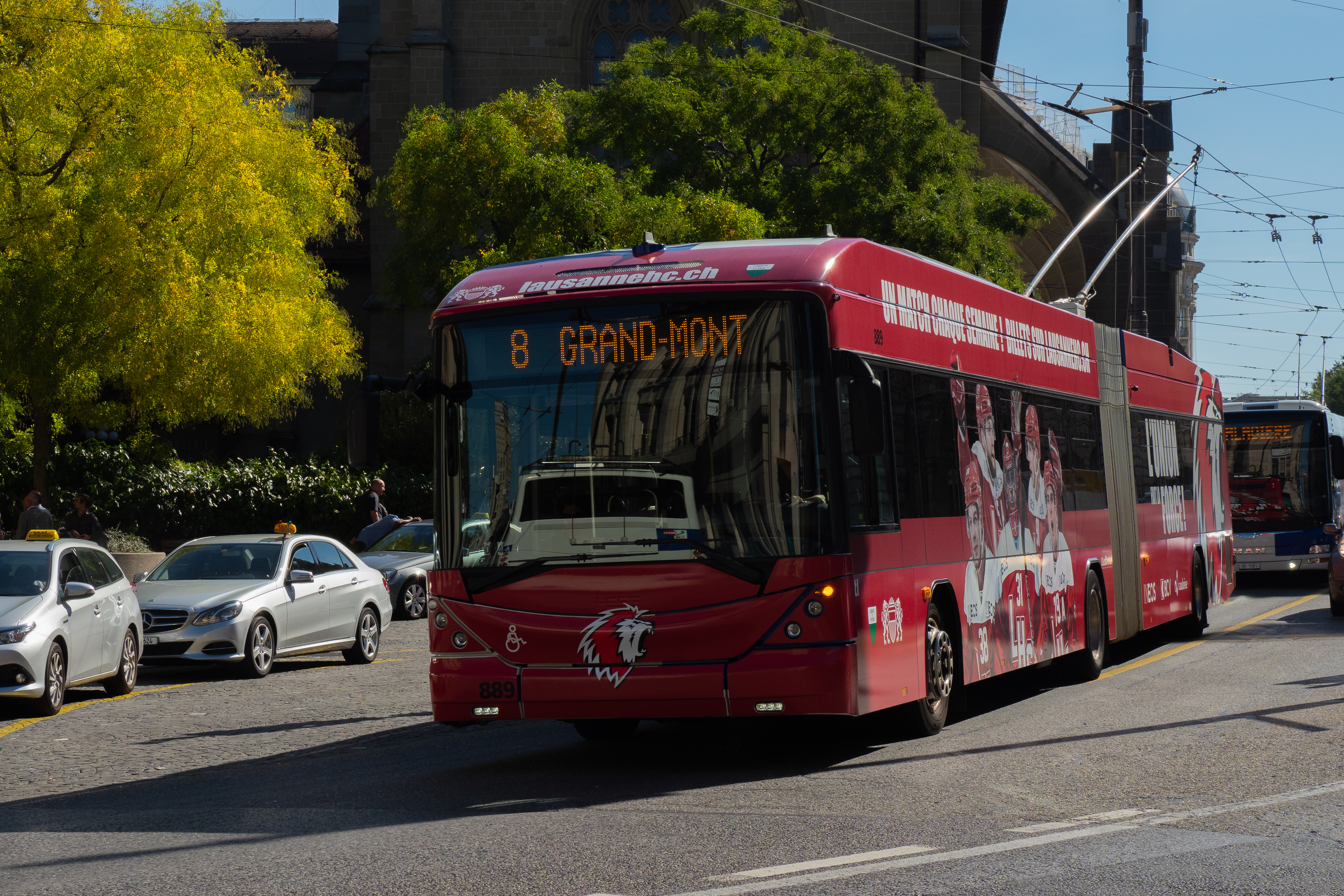
Un trolleybus des transports publics lausannois aux couleurs du LHC en 2018.

## Équipe féminine
L’équipe féminine du HC Lausanne voit le jour le 13 mai 1981, grâce à l’initiative de deux fondatrices et un fondateur : Catherine Stalder, Anne-Franc Duc et Bernard Berset. En 2019, le club adopte le nom de Lausanne HC Féminin. Véhiculant des valeurs de partage, de solidarité, de cohésion et d’inclusion dans le sport comme dans la communauté locale et souhaitant promouvoir le hockey féminin, le LHC Féminin compte quatre équipes. La première joue en deuxième division suisse, championnat auquel l'équipe a accédé en 2022. Elle vise désormais la première division à moyen terme afin de jouer un rôle central dans le développement du hockey féminin, en renforçant sa place dans le paysage sportif suisse.

## Patinoire
Après la patinoire naturelle de Sainte-Catherine (1922-1938) et artificielle de Montchoisi (1938-1984), le Lausanne Hockey Club évolue au Centre intercommunal de glace de Malley (CIGM) jusqu'à sa démolition, en 2017. Le club joue ensuite ses matchs durant deux saisons, de 2017 à 2019, dans une patinoire provisoire.

Il investit finalement, à l'automne 2019, la nouvelle Vaudoise aréna (d'une capacité de 9 600 places), une arène incluse dans un complexe construit pour les Jeux olympiques de la jeunesse d'hiver de 2020, dont Lausanne fut la ville hôte.

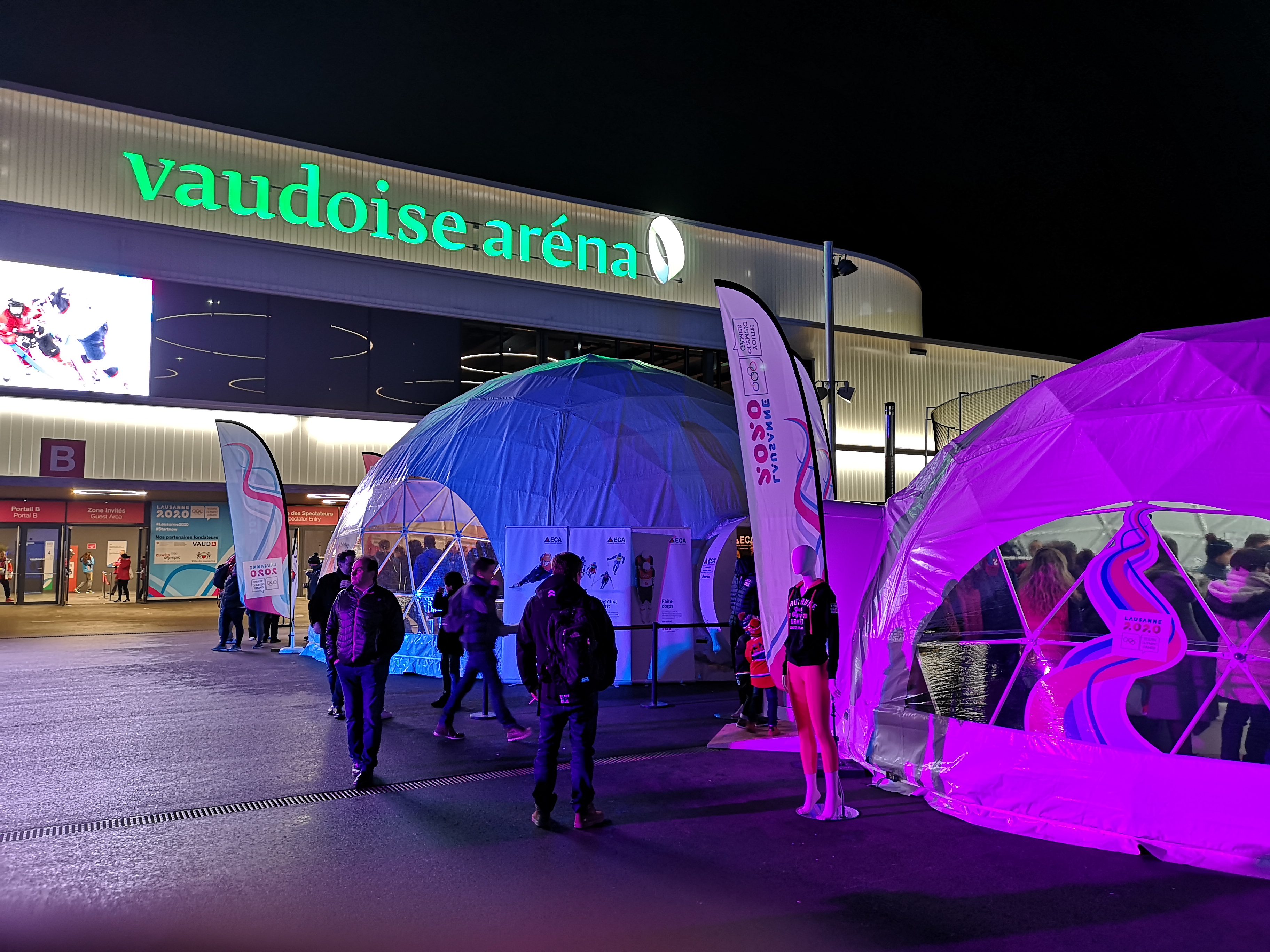
Entrée de la patinoire Vaudoise aréna
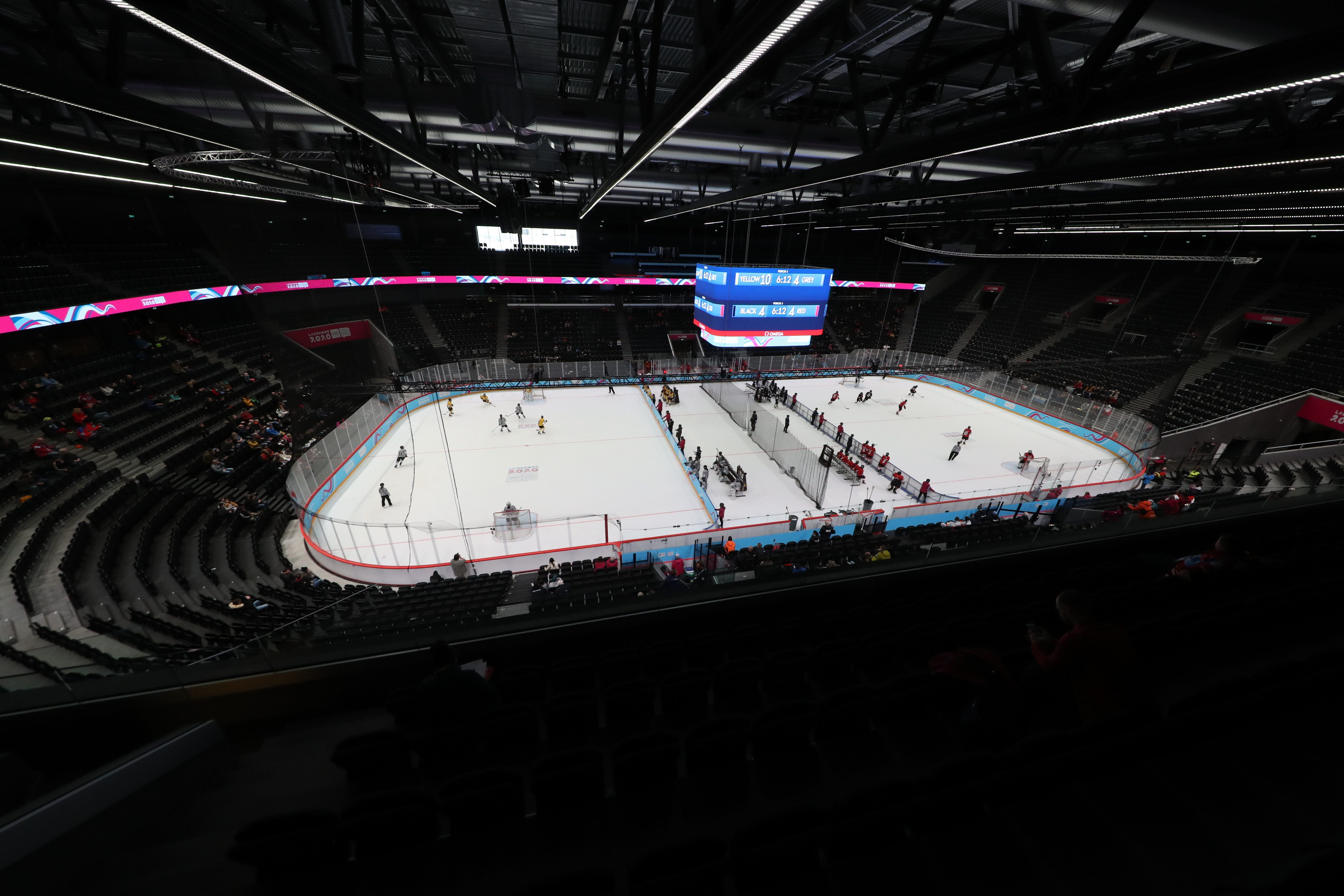
Intérieur de la Vaudoise aréna à l'occasion de JO d'hiver de la jeunesse en 2020.